# HD159975
HD159975 — хімічно пекулярна зоря спектрального класу B8, що має видиму зоряну величину в смузі V приблизно 4,6.
Вона  розташована на відстані близько 549,1 світлових років від Сонця.

## Пекулярний хімічний склад
Зоряна атмосфера HD159975 має підвищений вміст 
Hg
.